# Underberg

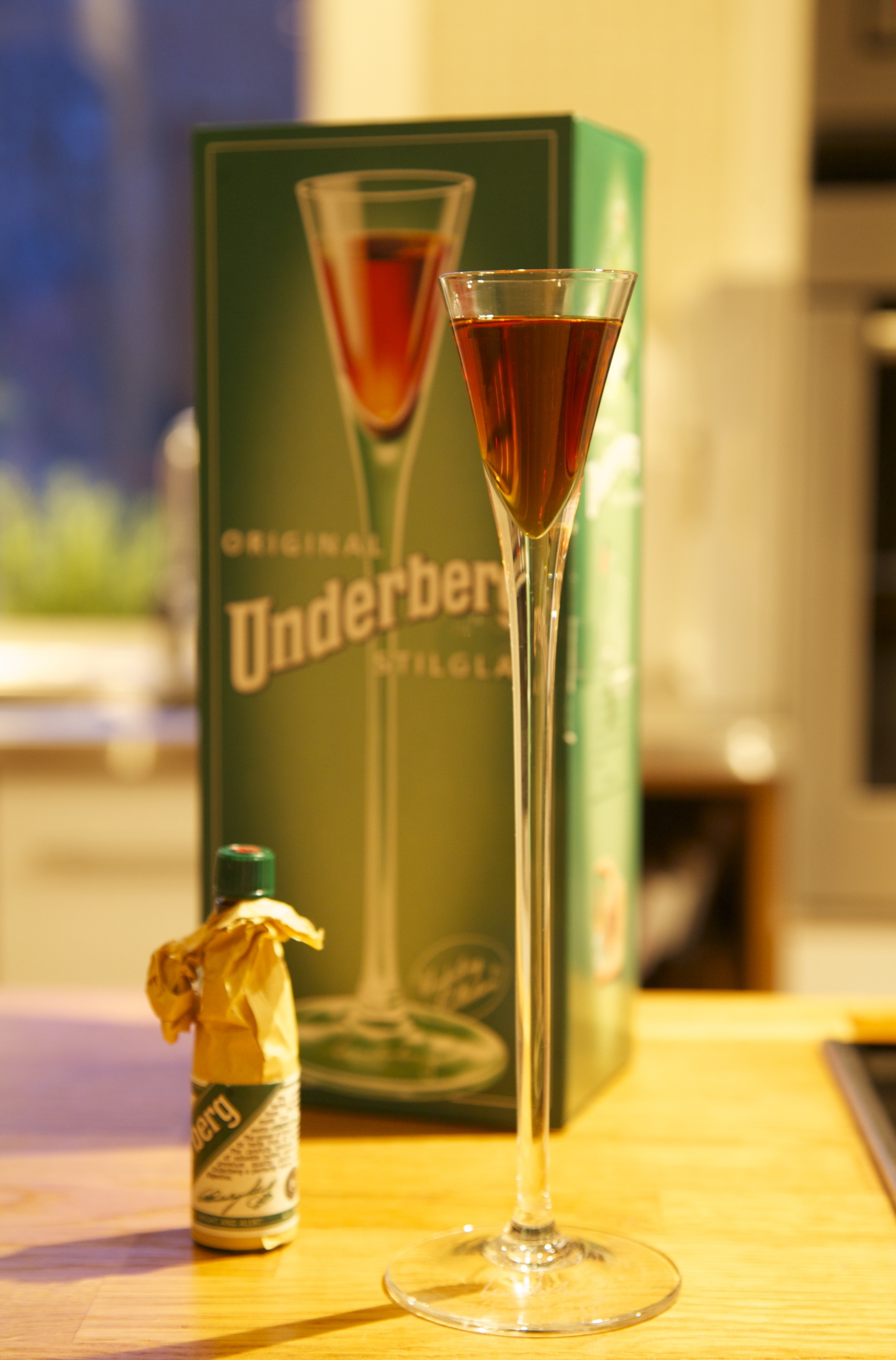
Ein Glas Underberg mit Portionsflasche

Underberg-Blechdose (2005)

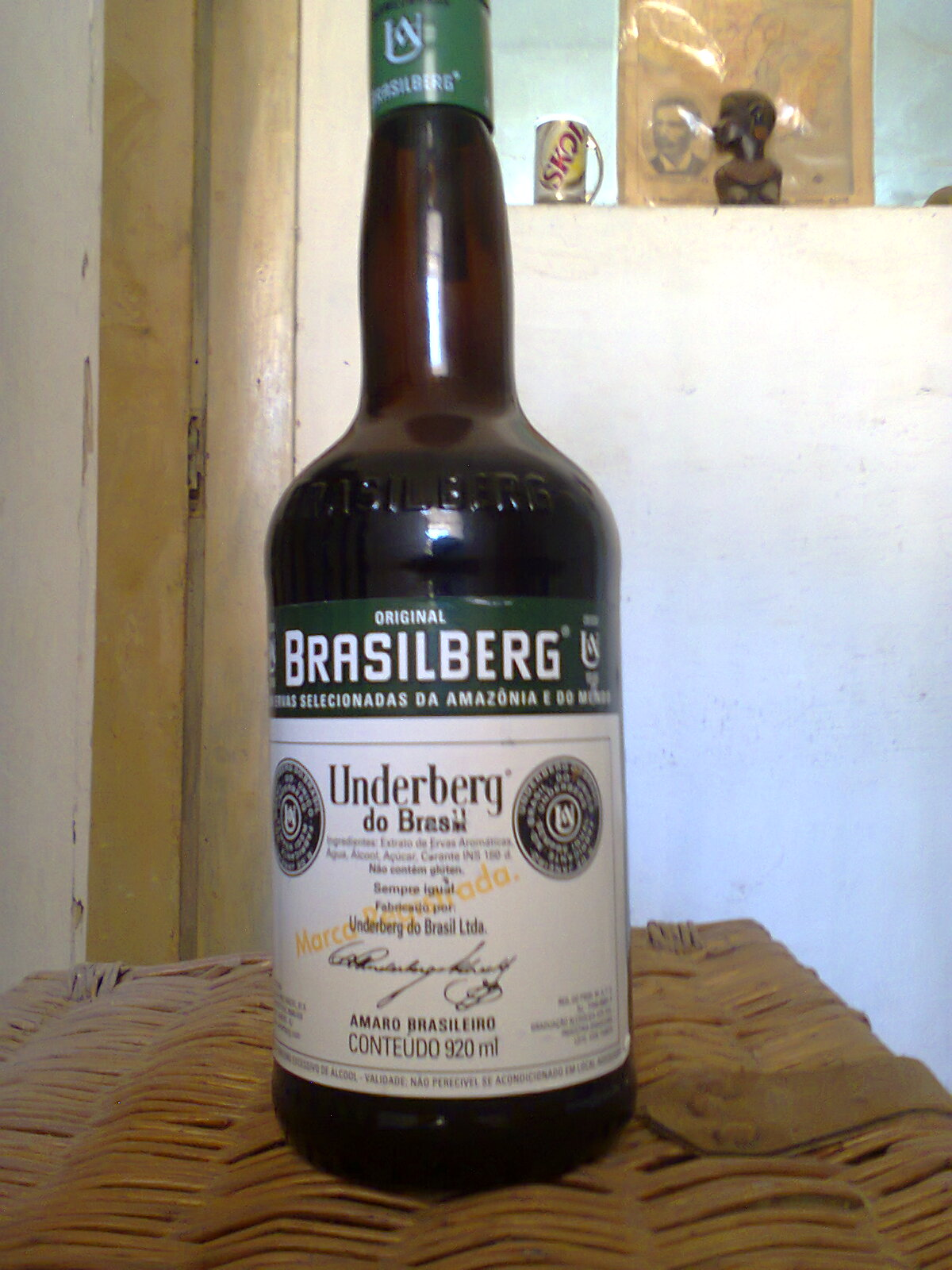
Brasilianischer Underberg (2013)

Logo (bis 2021)

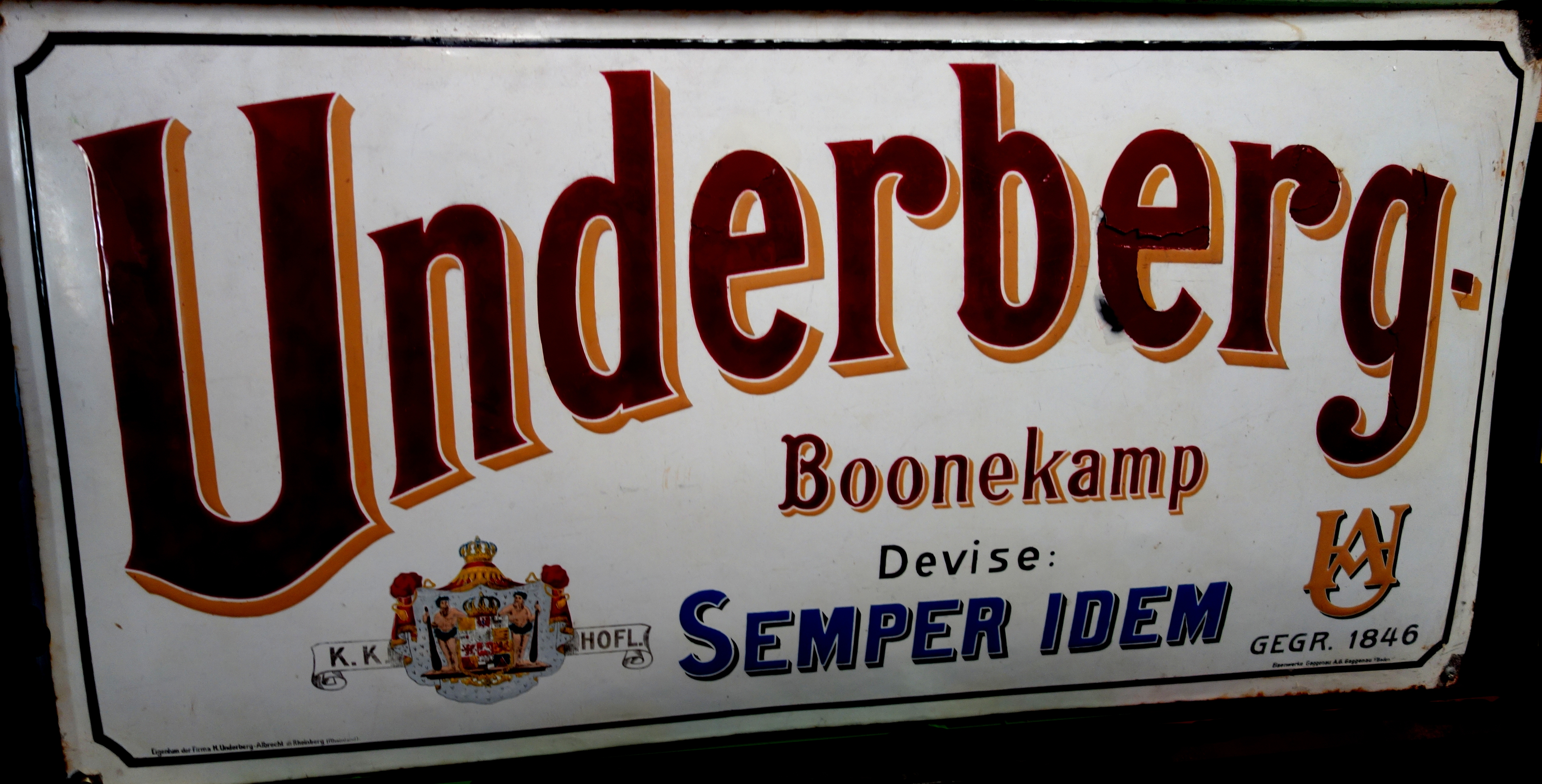
Altes Underberg-Werbeschild

Die Underberg-Gruppe ist ein Schweizer Spirituosen-Konzern mit deutschen Wurzeln in Rheinberg (Niederrhein). Obergesellschaft ist die 1956 gegründete und von Hubertine Underberg-Ruder geleitete Underberg AG im schweizerischen Dietlikon (Kanton Zürich). Zum Konzern gehören zahlreiche Beteiligungen in verschiedenen Ländern.
Deutscher Zweig und Ursprung des Konzerns ist die 1846 gegründete Semper idem Underberg AG, die seit 1997 mit ihrer alleinigen Gesellschafterin, der Underberg GmbH & Co. KG, Rheinberg, über einen Ergebnis- und Beherrschungsvertrag verbunden ist und in vierter und fünfter Generation von Emil Underberg, Christiane Underberg und Hubertine Underberg-Ruder geleitet wird.

## Geschichte
Das Unternehmen wurde am 17. Juni 1846 von Hubert Underberg I. und seiner Frau Katharina Albrecht am Tag ihrer Hochzeit in Rheinberg gegründet und befindet sich noch heute in Familienbesitz. Das 1869 bis 1874 errichtete Stammhaus Underberg besteht noch heute.
Hubert Underberg I. gab das Unternehmen an die Enkel Josef Underberg, Carl Underberg und als Geschäftsführer Emil Underberg weiter. Von 1958 bis 1982 hatte die Frau des verstorbenen Emil, Margarete Underberg, als geschäftsführende Gesellschafterin die Leitung des Unternehmens inne; ihr Sohn Emil Underberg folgte ihr in der Firmenleitung.
Underberg ist zugleich der Name eines von dem Unternehmen produzierten Magenbitters, dessen Marke am 8. Juli 1896 in das deutsche Markenregister eingetragen wurde. Mit dem Magenbitter war Underberg bereits seit den 1860er Jahren in Österreich-Ungarn präsent. 1912 wurde Underberg zum k.u.k. Hoflieferanten ernannt.
1972 erwarb Underberg das Unternehmen Gürtler in Korneuburg. 1973 kam dann die Sektkellerei Schlumberger, ebenfalls ein ehemaliger k.u.k. Hoflieferant, dazu. 1991 übernahm Underberg die Arnold Dettling, eine Kirschbrennerei in Brunnen SZ. Am dortigen Standort wird noch heute ein Geschäft betrieben.
Seit 1996 gehört auch die Anton Riemerschmid Weinbrennerei und Likörfabrik zu Underberg. Im Jahr 1999 erwarb das Unternehmen zunächst 50 Prozent der Anteile an der in Rüdesheim am Rhein ansässigen Weinbrennerei Asbach, die andere Hälfte besaß das niederländische Unternehmen Bols Royal, das heute zu dem französischen Spirituosenkonzern Rémy Cointreau gehört. Seit 2002 gehört Asbach zu 100 Prozent der Firma Underberg. 2009 bildete das Unternehmen zusammen mit Rémy Cointreau ein Joint-Venture. Dadurch entstand der drittgrößte Distributor für Weine und Spirituosen in Deutschland. Dieses Joint-Venture wurde 2018 jedoch wieder aufgelöst bzw. nicht mehr verlängert.
2014 verkaufte Underberg seine Anteile an Schlumberger wieder, an die Sastre Holding.

## Magenbitter
Der Magenbitter Underberg wird aus einer geheim gehaltenen Rezeptur mit verschiedenen Kräutern aus 43 Ländern hergestellt und enthält 44 Prozent Alkohol (früher auch 49 Prozent). Die Produktion musste 1939 aus Mangel an Rohstoffen eingestellt werden und wurde erst im September 1949 wieder aufgenommen. Das Firmenmotto lautet „semper idem“ (lateinisch: „immer das Gleiche“). Es steht für das Herstellungsverfahren, das sicherstellen soll, dass die Wirkstoffe und Vitamine schonend aus den Kräutern gezogen werden.
Um den Absatzschwierigkeiten für das relativ teure Getränk entgegenzutreten, wurde 1949 von Emil Underberg I. die 20-ml-Portionsflasche entworfen. Um Plagiate zu vermeiden, sind dabei auf alle Bestandteile wie Flaschenform, Verpackung der Flasche, Farbe, Etikett und natürlich die Firma des Produktes gewerbliche Schutzrechte angemeldet. In den Jahren seit dieser Entwicklung wurden vom Unternehmen über 1.200 Gerichtsprozesse gegen Hersteller von Plagiaten geführt.
Von den 1970er bis in die späten 1990er Jahre und seit 2011 wirbt das Unternehmen für den Hausmarke-Kräuterbitter mit der Melodie des Colonel Bogey March und dem Text „Komm doch mit auf den Underberg!“, der manchmal saisonal abgewandelt wird („Wenn du die Weihnachtsgans genießt […]“). In dem Werbetext wird auch ein scheinbar ungünstiges Produktmerkmal erwähnt: „[…] Der schmeckt zwar ganz schön bitter […]“.
Underberg war 2018/19 mit 21 Prozent Anteil Marktführer im Kräuterbitter-Segment in Deutschland.
In Brasilien wird der Magenbitter von der Tochterfirma Underberg do Brasil Ltda. in São João da Barra, RJ hergestellt und unter der Bezeichnung „Brasilberg“ in 920-ml-Flaschen verkauft.

## Sonstige Produkte
Weiterhin vertreibt die Tochter- bzw. Vertriebsgesellschaft Diversa Spezialitäten GmbH unter anderem diese Spirituosen:
- Amarula (Likör)
- Asbach Uralt (Weinbrand)
- Koskenkorva (Wodka)
- Fireball (Whisky)
- Bunnahabhain (Whisky)
- Grasovka (Wodka)
- Pitú (Cachaça)
- Riemerschmid (Frucht-Sirupe)
- Xuxu (Spirituose)

## Weitere Familienmitglieder
Die Schauspielerin Theresa Underberg ist die Cousine 2. Grades des aktuellen Geschäftsführers.